# Jessica Klimkait
Jessica Klimkait (n. 31 decembrie 1996, Whitby⁠(d), Ontario, Canada) este o sportivă ce a reprezentat Canada, medaliată olimpică. A participat la o ediție a Jocurilor Olimpice (2020) în care a câștigat o medalie de bronz.